# Động vật trong Phật giáo
Động vật trong Phật giáo chỉ về quan niệm của Phật giáo về các loài động vật, trong đó có lý thuyết về bảo vệ quyền của động vật thông qua quan niệm "Chúng sinh bình đẳng" (Tiracchāna-yoni), kêu gọi không sát sinh (Pāṇāṭipātā paṭivirati), ăn chay và khuyến khích phóng sinh (Tsethar). Có nhiều loài động vật được đề cập đến trong Kinh Phật, chúng là biểu trưng của Thuyết vật linh và thuyết hình người (động vật là hiện thân của thần thánh). Theo giáo lý Phật giáo, sự tồn tại của bất kỳ hiện tượng nào đều tùy thuộc vào ý nghĩa bên trong của nó, và do sự tạo tác của tâm thức hay hành nghiệp của chúng sinh và đưa ra luận thuyết chúng sinh bình đẵng, kể cả những loài súc sinh.

## Các lý thuyết

### Cội gốc

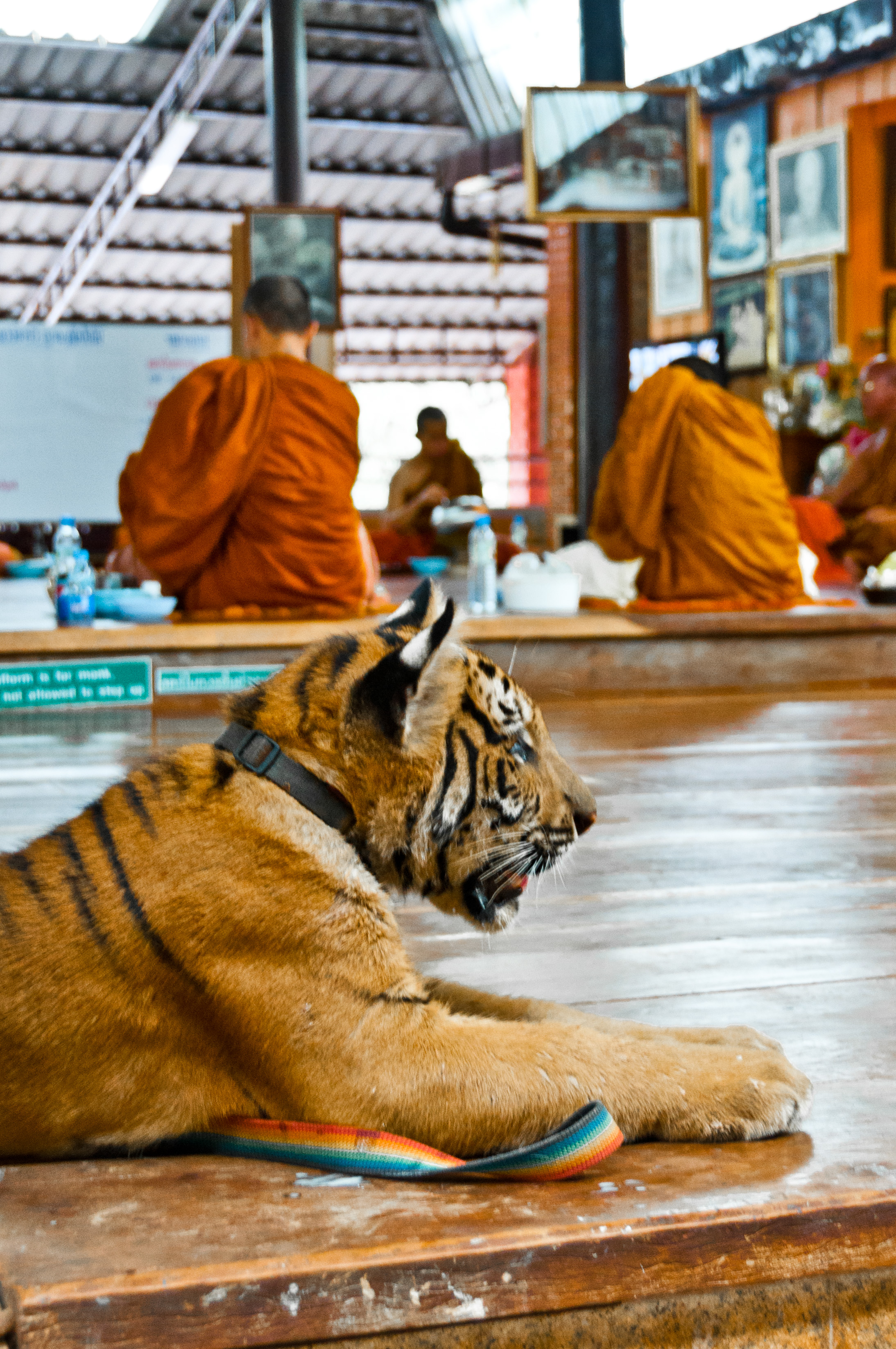
Một con hổ con đang nghe tụng kinh tại Chùa Hổ, Thái Lan

Thuyết vật linh và thuyết hình người là phổ biến trong những người Ấn Độ cổ đại. Động vật được xem như là một hiện thân của thần linh, hay những vị thần của chính tổ tiên, một số bản kinh Phật giáo sơ kỳ cho thấy rằng động vật chia sẻ bản chất tôn giáo của con người, mà những hiện tượng được quán sát như vậy là rõ ràng về sự liên kết giữa con người, muôn thú và thần linh. Quan điểm của Phật giáo về luân hồi ngang qua các loài sống làm giảm khoảng cách tinh thần giữa con người và động vật. Phật giáo đã chế định những giới luật quan trọng mà chúng khẳng định rằng giết hại những chúng sanh khác là một sự vi phạm những quy tắc đạo đức cơ bản nhất của vũ trụ. Giới đầu tiên là cam kết tránh hủy hoại đời sống. Những Phật tử thời kỳ đầu chấp nhận quan điểm rằng tất cả muông thú thuộc về một lãnh vực mà nó thấp hơn lãnh vực của con người.
Trong lịch sử Ấn Độ, những vị thần muông thú có trước những vị thần hình nhân (thần dạng người lai thú). Trong suốt thời kỳ Mauryan, những bức tượng hoàn toàn thuộc về thế giới muông thú. Trong thời kỳ theo sau, hình ảnh tập trung nhiều vào muông thú hơn là con người. Muông thú chiếm ưu thế như là đặc điểm trong các câu chuyện Jātaka và những vị anh hùng không phải con người mà là muông thú. Nhân loại nhận nước từ một con rắn, lửa từ một con ếch và giấc ngủ từ một con thằn lằn. Những muông thú mà chúng được khắc họa trong văn học và nghệ thuật Phật giáo luôn là những động vật có tốc độ và sức mạnh ấn tượng như ngựa, trâu, hươu, cọp, sư tử, gấu, tê giác. Nhưng động vật cũng có thể được đề cập như Bồ-tát chỉ bởi vì chúng đầy những bí ẩn.

### Bàng sanh
Bàng sanh (tiếng Phạn: तिरश्चीन/Tiro añjantīti hay Tiracchāna) có nghĩa là chúng sanh đi bằng chiều ngang hay còn hiểu đơn giản là thuyết Chúng sinh bình đẳng. Chiết tự Bàng sanh theo văn phạm Pāli là từ Tiracchāna nếu chiết tự là Tira añjayu (ana) hoặc āna tira là upasārapada añja là ngữ căn, yu(ana) hay là āna là tiếp vĩ ngữ. Tiracchānayoni, Tiracchānaṃyoni tức là sanh loại của Bàng sanh gọi là Tiracchānayoni hay Tiracchāna-yoni (tiếng Tây Tạng: dud 'gro; tiếng Nhật: 畜生/chikushō), Yoni là sanh loại, vì các loài Bàng sanh này không có trú xứ riêng mới gọi là Tiracchānayoni.
Đây là một trong những triết lý của Phật giáo thể hiện sự bình hòa giữa muôn loài hay quần sanh. Theo đó, chúng sanh nào không thể đắc đạo quả mà có sự đi ngang, gọi là bàng sanh. Tất cả chúng sanh như nhân loại thường đi bằng chiều cao, tức đầu hướng lên trên, còn "Bàng sanh" thì khi đi với chiều ngang, tức hai tay dùng làm chân, đầu đặt về phía trước và khom xuống phía dưới. Đối với loài chim, tuy có hai chân như người, nhưng lúc đi thân không đứng thẳng, gần như cũng khom bằng chiều ngang nên cũng gọi là bàng sanh.
Bàng sanh có hai loại: loại thấy được bằng mắt thường, và loại mắt thường không thấy được. Nghĩa là Bàng sanh này có loại rất to lớn và loại rất nhỏ bé. Trong tất cả loài Bàng sanh này có cả thảy bốn loại, chia theo chân:
- Dvipadatiracchāna: loại Bàng sanh có hai chân như chim, công, gā và tương tự
- Catuppadatiracchāna: loại Bàng sanh có 4 chân như bò, trâu, ngựa và tương tự
- BahupPādatiracchāna: loại Bàng sanh có nhiều chân như rít, cuốn chiếu và tương tự
- Apadatiracchāna: loài Bàng sanh không chân như rắn, trùng, cá và tương tự

Các loại Bàng sanh trên khác nhau chỗ nương, tức có loại nương trên đất, có loại nương trong nước. Nhóm sống trong nước nhiều hơn nhóm sống trên đất. Như sách Ekaṅguttara có nêu rằng: (Phạn văn) "Appakā bhikkhave te sattā ye thalajā atthakho eteva sattā bahutara ye odakā". Dịch nghĩa: "Này Chư Tỳ khưu! Các chúng sanh nào sanh trên đất. Các chúng sanh ấy có số lượng ít, các chúng sanh nào sanh trong nước, các chúng sanh ấy có số lượng nhiều hơn".
Chúng sanh trên đất có số lượng ít, chúng sanh trong nước có số lượng nhiều, không ám chỉ loại bàng sanh cụ thể mà chỉ nêu chung tất cả chúng sanh hiện hữu trong cõi người, và không hạn định rằng, chúng sanh ở trên đất hay trong nước có số lượng là bao nhiêu. Tất cả chúng sanh trên đất và trong nước thì vô hạn lượng (Ananto), theo đó đã xác chứng trong Manorathapūraṇì aṅguttara aṭṭhakathā rằng tất cả chúng sanh sống trong cõi người vô lượng, nhưng chúng sanh sống trong nước thì nhiều hơn.

### Bản sinh kinh
Những câu chuyện tiền thân Bản sinh kinh (còn có tên gốc là Jātaka) của Phật giáo trình bày một quan điểm thuyết hình người về động vật, cho thấy những phẩm chất người thật sự của chúng, vừa tốt vừa xấu, vừa anh hùng vừa độc ác. Những câu chuyện tiền thân bao gồm nhiều loại truyện, từ những truyện ngụ ngôn muông thú đơn giản, đến những câu chuyện muông thú từ bi. Tất cả chúng sanh được cho thấy là những vị Phật và Bồ-tát sẽ thành từ Vi trùng, chim sẻ, chó, khỉ, ngựa, cá heo, con người. Trong tài liệu này, ghi nhận các trường hợp hóa thân cứu thế của Bồ Tát như:
- Khi là một hươu chúa, Bồ-tát đã hy sinh mạng sống của mình để giải cứu tất cả sinh vật ra khỏi hiểm nạn. Trong Jātaka Nandimagga là một câu chuyện về một con hươu đã không sợ hãi đối mặt với một vị vua đang săn bắn, bằng cái nhìn bất động của mình, nó đã thay đổi tâm của vị vua và cứu những con thú khác.
- Khi làm một con khỉ thì đã cứu một kẻ thợ săn vô ơn. Trong Jātaka Mahakapi, một con khỉ cứu sống bộ tộc của nó bằng việc sử dụng thân thể của mình như một phần của một chiếc cầu cho bầy khỉ vượt qua sông Hằng.[2]
- Khi làm một con sư tử thì đã cứu tất cả những con thú hoảng sợ khỏi nỗi sợ hãi
- Khi làm một con vẹt thì đã bất chấp tính mạng bay qua ngọn lửa để cứu tất cả những kẻ bị mắc kẹt trong một khu rừng đang cháy.
- Khi làm một con voi thì đã hy sinh đời mình để những kẻ sắp chết đói có thể sống. Trong kinh Pháp cú, câu chuyện về Dhanapalaka, một con voi chịu nỗi nhớ nhà sau khi bị tách ra khỏi mẹ của nó. Con voi bị bắt giữ đã từ chối thức ăn. Trong Abhaya-dana (vô úy thí) theo một truyền thống Phật giáo, Abhaya-mudra được nói là đã bắt nguồn từ cử chỉ mà Phật thể hiện khi bị con voi say Nalagiri do Đề Bà Đạt Đa chủ mưu thả ở trên đường đe dọa.[2]
- Khi là một vị vua thì đã dâng thịt của chính mình để cứu một con chim bồ câu. Một vị vua lý tưởng ở trong kinh Cakkavattisihanada, nên bảo vệ không chỉ con người, mà cũng cả thú rừng và chim chóc.[2][3]
- Khi làm một vị thái tử đã hy sinh mạng sống của mình để một con cọp mẹ và bầy cọp con sắp chết đói có thể sống. Phật là tấm gương về việc xả thân cứu độ loài vật, Phật đã hy sinh thân mạng của mình để cứu sống một con cọp cái và hai con cọp con đang đói, bị mắc kẹt trong tuyết.[3]

### Ăn chay

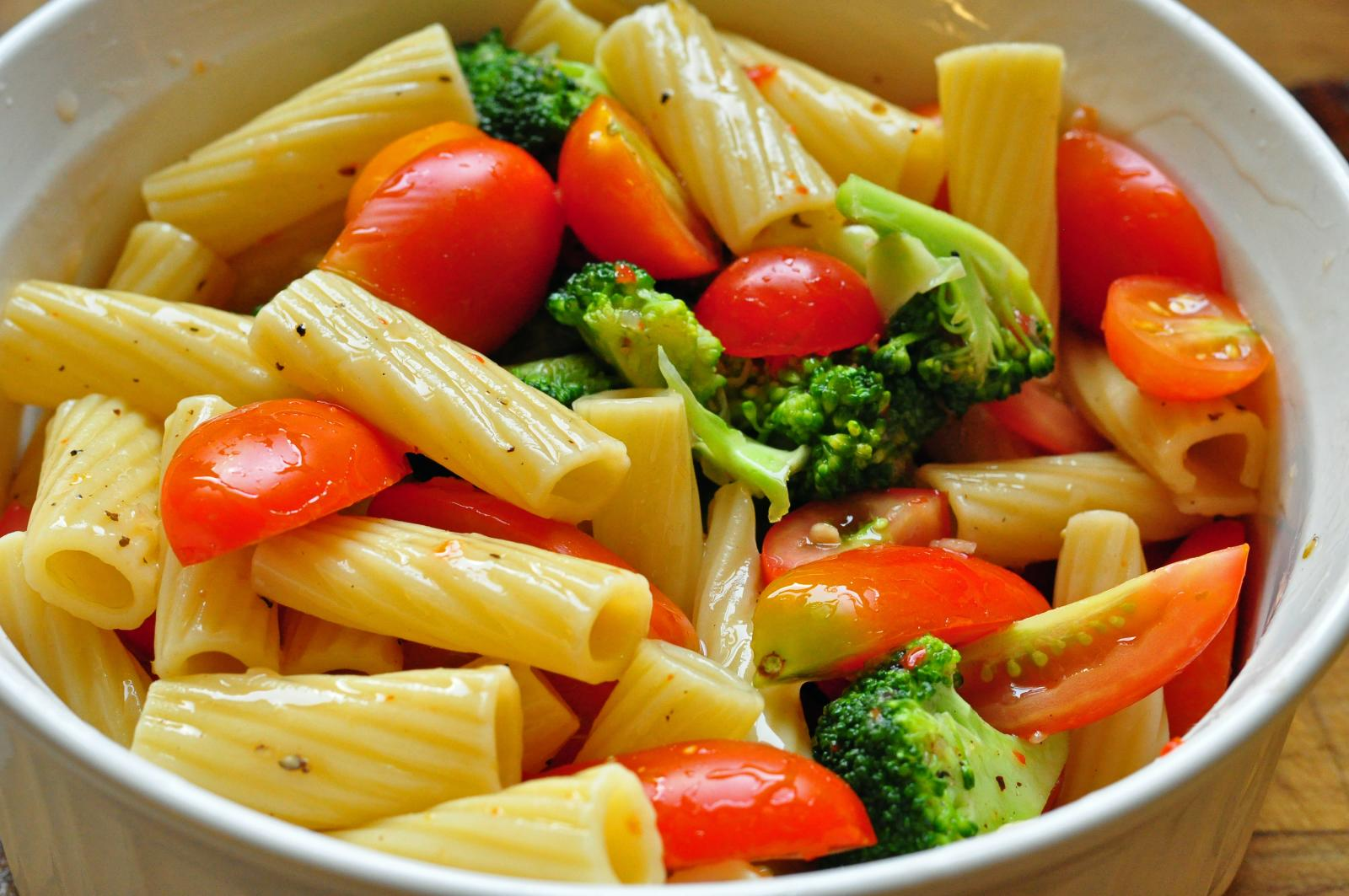
Một món chay

Trong Phật giáo luôn giữ ăn chay hoàn toàn là một điều tự nhiên và hợp lý về giới luật không giết hại. Giới Bồ Tát cũng nói rõ cấm ăn những thức ăn không phải thực vật. Ma Ha Ca Diếp hỏi Phật "tai Sao Như Lai không cho phép ăn thịt?" Đức Phật trả lời: "Bởi vì ăn thịt làm cắt đứt hạt giống từ bi." Theo Phật giáo thì trên cơ thể một con vật có hàng trăm ngàn, thật ra là nhiều triệu sinh vật nhỏ nhít. Những sinh vật này là những phần nhỏ của con vật trước đây. Linh hồn của con người lúc chết có thể chia chẻ ra thành nhiều con thú vật.
Một người có thể trở thành mười con thú vật nên vậy thú vật theo quan niệm là rất ngu muội, linh hồn của thú vật có thể chia chẻ và khi phân chia đến mức nhỏ nhất có thể trở thành một vi sinh thể hay cây cỏ. Những cảm thọ cây cỏ có lúc đó là những gì tách ra từ linh hồn của con vật lúc chết. Mặc dầu sanh mạng của một số lượng lớn cây cỏ có vẻ rất lớn, nhưng không lớn bằng một con vật hay một miếng thịt ăn trong miệng, còn muỗi thì hàng triệu còn muỗi trên núi này có thể đơn giản là linh hồn của một người bị chuyển hoá thành những con muỗi này. Một người có thể chuyển thành vô số con muỗi.
Trong Vaṇijjāsuttaṃ của Tăng Chi Bộ Kinh (V, 177), có ghi loằng ngoằng như sau: "Bhikkhave Pañcimā, vaṇijjā upāsakena akaraṇīyā/Katamā Panca: Satthavaṇijjā, sattavaṇijjā, maṃsavaṇijjā, majjavaṇijjā, visavaṇijjā/IMA kho bhikkhave, Panca vaṇijjā upāsakena akaraṇīyāti". Tạm dịch: "Này, các nhà sư, một cư sĩ không nên chạy theo vào năm thứ bán buôn. Thế nào là năm thứ? Bán buôn võ khí, bán buôn con người, bán buôn thịt thà, bán buôn thuốc nghiện, và bán buôn chất độc. Đây là năm loại bán buôn mà cư sĩ không nên can dự"
Trong Kinh Jivaka Sutta nổi tiếng Đức Phật chỉ rõ ra những điều kiện mà tăng sĩ có thể hoặc không nên chấp nhận thịt: "Jivaka, Ta nói rằng thịt có ba trường hợp không nên dùng, khi nhìn thấy, nghe thấy hoặc khi nghi ngờ (có một con vật đã bị giết cho một tăng sĩ). Ta nói trong ba trường hợp này thịt không nên ăn. Ta nói, thịt có thể được ăn trong ba trường hợp, khi không nhìn thấy, không nghe và không có nghi ngờ gì cả." Do đó, Phật giáo Nguyên Thủy chủ trương rằng Tỳ kheo có thể chấp nhận thịt "tikotiparisuddha", có nghĩa là tinh khiết trong ba khía cạnh. Tỳ-kheo không tự mình giết con vật, không phải mình ra lệnh giết nó, và cũng không phải giết nó, đặc biệt là cho mình.
Tuy nhiên, những người xuất gia (tì kheo) nếu nghe tiếng con vật bị giết, thấy con vật bị giết hoặc nghi con vật đó bị giết để thết đãi mình thì không được ăn, nếu ăn thì sẽ phạm vào giới luật. Ngoài ra đức Phật cũng cấm không được ăn 10 loại thịt: thịt người, voi, ngựa, chó, rắn, sư tử, cọp, báo, gấu và linh cẩu. Đây không phải là sự kiêng kỵ riêng cho một số loài nào (như Hồi giáo kiêng thịt heo, Ấn giáo kiêng thịt bò) mà vì những lý do sau: Thịt người thì không thể ăn vì quá dã man; thịt voi và thịt ngựa vì trong thời kỳ đó, hai con vật này được coi là thú vật của nhà vua; thịt chó vì dân chúng thường coi chó là con vật ghê tởm; thịt rắn, sư tử, cọp, báo, gấu và linh cẩu vì người ta tin rằng ai ăn thịt những loài thú rừng nguy hiểm này sẽ toát ra một mùi đặc biệt có thể khiến cho các con vật đồng loại tấn công người đó để trả thù Trong một số kinh sách tiếng Phạn (kinh Lăng Già và kinh Đại Bát Niết Bàn) của Phật giáo Đại thừa thì đức Phật dạy các đệ tử của mình không được ăn thịt cá.

### Phóng sinh

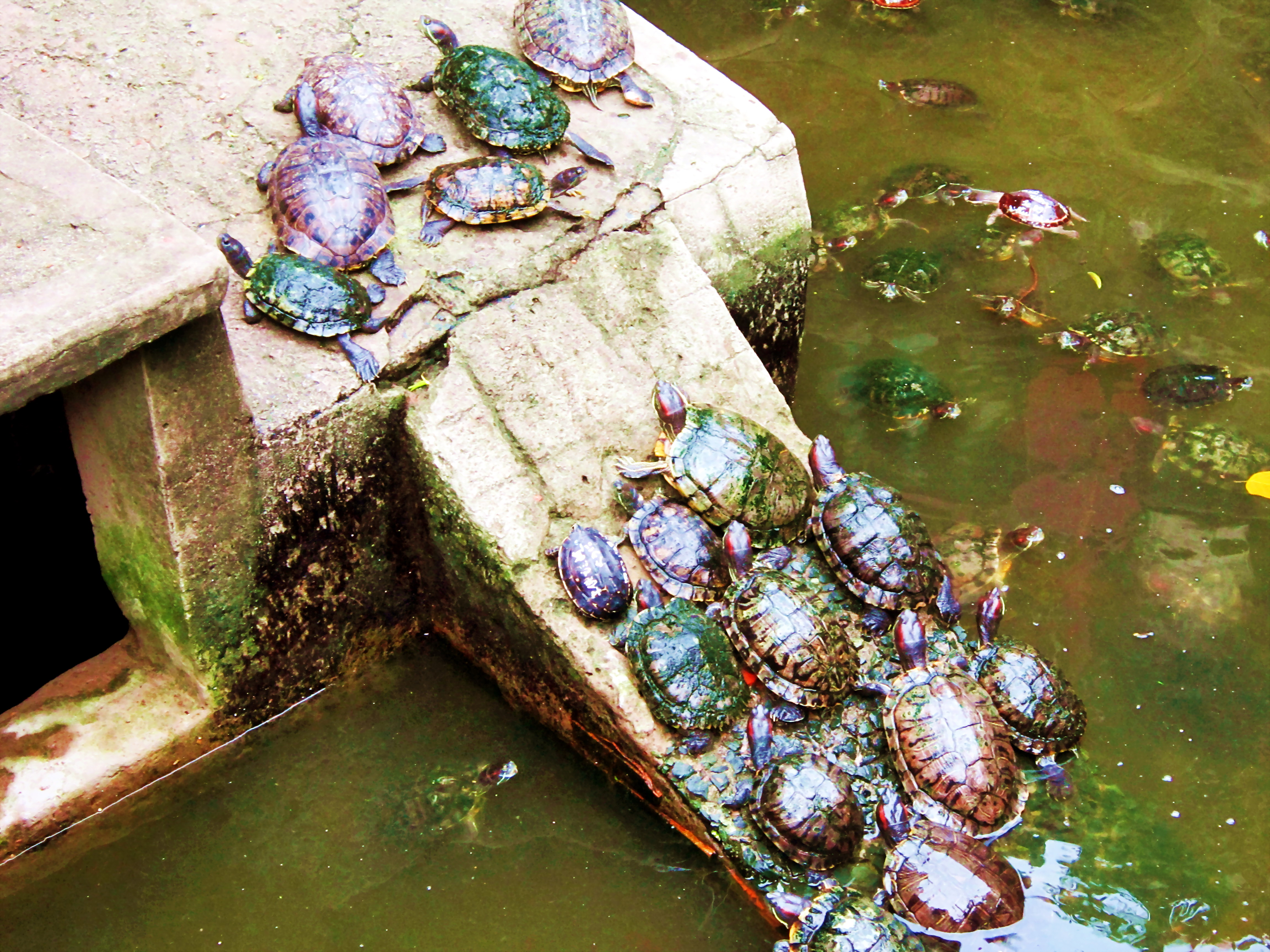
Phóng sinh rùa tai đỏ ở chùa Ngọc Hoàng

Nghi Lễ Phóng Sanh (Tsethar) là một cách thực hành của Phật giáo để cứu súc vật, chim chóc, cá khỏi bị giết hại hay giam nhốt vĩnh viễn. Chúng được thả vào một cuộc sống mới mẻ về thể chất và tâm linh. Nghi thức này là ví dụ điển hình về giáo pháp căn bản của Phật giáo là từ bi đối với tất cả chúng sanh. Một đệ tử của Phật phải duy trì tâm từ bi và tu hành hạnh giải thoát chúng sanh. Tất cả chúng sanh nam đã từng là cha của tôi và tất cả chúng sanh nữ đã từng là mẹ của tôi. Không có một chúng sanh nào mà không sanh ra tôi trong những kiếp trước, vì vậy tất cả chúng sanh trong sáu nẻo đều là cha mẹ của tôi. Vì vậy, khi một người giết và ăn thịt bất cứ chúng sanh nào, người đó đã giết hại cha mẹ tôi. Bất cứ khi nào vị Bồ tát thấy kẻ khác chuẩn bị giết một con vật, vị Bồ tát nên tìm một phương tiện khéo léo để cứu vớt và bảo vệ con vật đó, giải thoát nó khỏi sự đau khổ và khó khăn.

### Cấmsát sinh

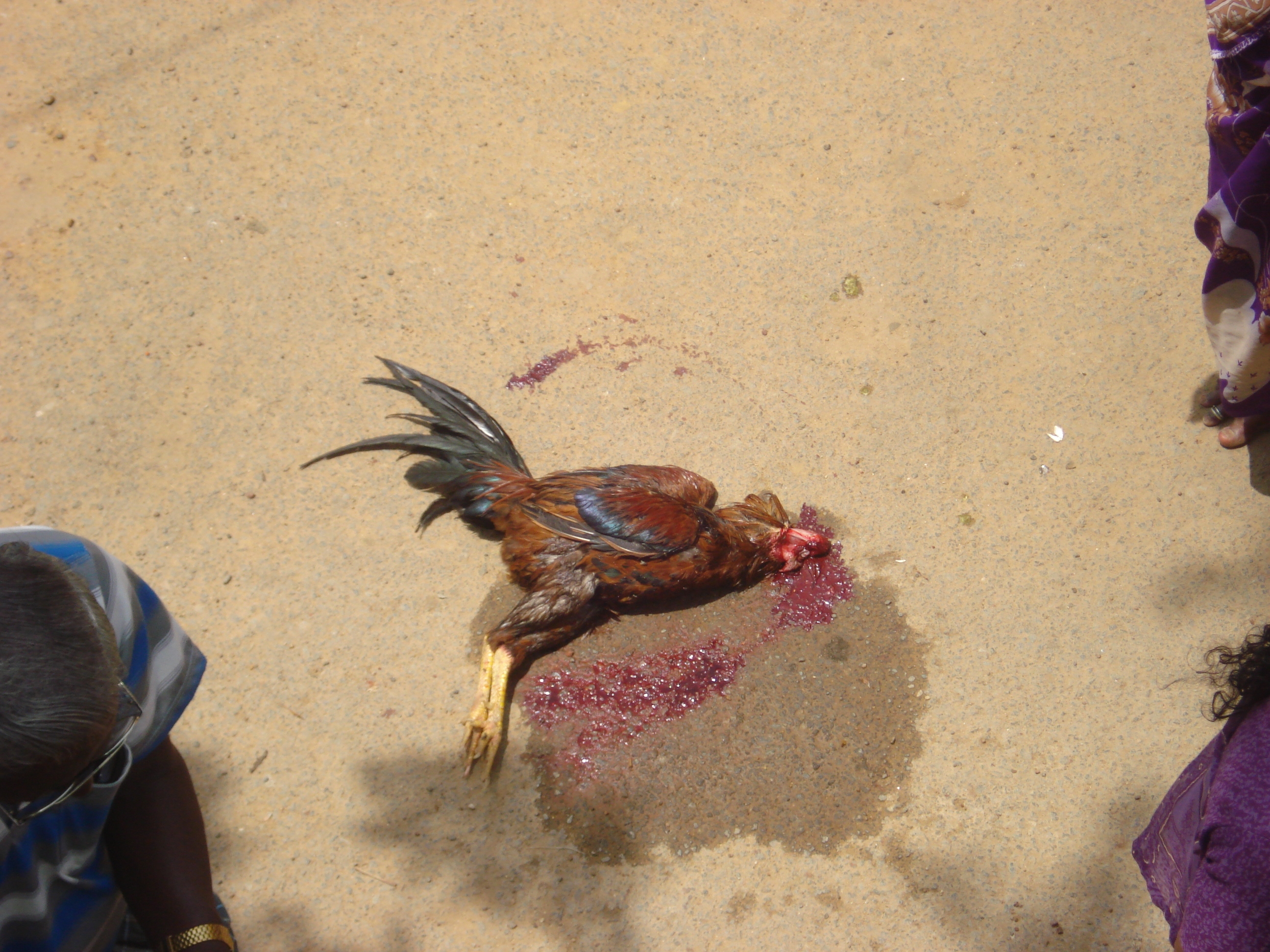
Một con gà bị cắt tiết

Theo thuyết của Phật giáo thì theo tinh thần bình đẳng nên súc sinh cũng cần được tôn trọng do đó Phật giáo đề ra ngũ giới trong đó có quy định không sát sinh tức là không giết người và giết các loài súc sinh nói chung (bất tổn sinh hay bất hại). Đồng thời cũng có khi vì tế độ chúng sinh, Bồ Tát đôi khi cũng chuyển hóa vào hạng súc sanh. Như đức Phật Thích Ca từng sinh ra làm cá để cứu bịnh thời khí, làm công để thuyết diễn đạo lý, làm nai để tỏ cái đức từ bi cứu thế một số loài súc sinh biết giác ngộ sẽ trở thành cao quý như như những loài chim quý, lạ ở Cực Lạc thế giới, do sức thần thông của đức Phật A Di Đà mà hóa sinh để thuyết pháp cho các nhà tu học ở đó nghe.
Một số văn bản về sau có những bước đi dài hơn khi ghép những người hủy hoại những loại đời sống muông thú khác nhau dưới những tình huống khác nhau với những địa ngục tương xứng, thậm chí không được làm bị thương một con thú, một Tăng sĩ đào một cái hố và một con thú rơi vào trong đó, nếu con thú chết, tội buộc phải sám hối. Kinh Saddharmasm-tyupasthana, một bản kinh Sanskrit có niên đại thế kỷ IV-V sau Công nguyên. Theo văn tự trong cuốn Kinh sách này thì:
- Những người giết hại chim hay hươu mà không hối hận thì bị đọa vào một địa ngục thấp được gọi là địa ngục Phân dơ.
- Những người nấu sống lạc đà, heo, cừu, thỏ, gấu, và những loài như vậy thì bị trừng phạt trong địa ngục Vạc nấu.
- Những người mà đánh đập rùa hay bóp chết cừu thì bị đày vào địa ngục Tối tăm.

Theo Phật giáo nguyên thủy, trên thế gian, có hai loại nhân: một là nhân thiện, hai là nhân ác. Khi trồng nhân thiện thì gặt quả thiện, khi trồng nhân ác thì gặt quả ác. Nếu tạo ra oan nghiệt, phạm đủ thứ lỗi lầm, thì tương lai sẽ thọ quả báo của địa ngục, ngạ quỷ, súc sinh. Cái nhân ác lớn nhất là sát sinh. Con người nếu phạm Ngũ Giới (sát, đạo, dâm, vọng, tửu) thì sẽ rất dễ đọa vào ba ác đạo và cũng rất dễ thành kẻ đầy rẫy tri kiến sai lầm, tà vọng, không tin Phật Pháp, không kính Tam Bảo. Đọa vào ba đường ác rồi thì khổ ải. Tội lỗi lớn nhất là sát sinh, ăn thịt. Nếu ăn thịt của người thì sau đó người sẽ ăn thịt lại. Hỗ tương ăn thịt lẫn nhau, hỗ tương chém giết, hỗ tương đọa lạc. Một khi đã đọa lạc thì khó mà tiến lên được, đó là điều hết sức nguy hiểm, là đi vào "hiểm lộ".

### Nghiệp chướng
Nghiệp của một chúng sanh trải từ sự hiện hữu này đến sự hiện hữu khác tùy thuộc nó thiện hay bất thiện. Sau khi chết, thân xác tan rã và một cá nhân tái sanh trong một trạng thái hiện hữu thỏa đáng (sugati) chẳng hạn là một con người nếu hành vi của nó là tương đối tốt hay một trạng thái hiện hữu đau khổ (duggati) chẳng hạn như một con thú hay thậm chí tệ hơn nếu hành vi của nó là xấu, những cá nhân mà họ đi cùng với đời sống này, thì nếu họ là những thợ săn tay đẫm máu, hay những tên trộm thì có khả năng tái sanh vào trong hình thức của một sinh vật vụng trộm hay bò trườn như một con rắn, một con bò cạp, một con rết, một con cầy mangut, một con mèo, một con chuột, một con cú. Theo cách khác một con thú có thể sanh làm một con người.
Muông thú cũng được Phật giáo xem như là chủ đề đối với nghiệp của họ. Một số lớn Jātaka coi nghiệp tốt và xấu được thực hiện trong quá khứ bởi những loại thú khác nhau. Những nghiệp này sau đó nối kết với hiện tại, những sinh vật tốt được nhận biết thông qua tiến trình tái sanh với Phật và những đệ tử của ông, còn những kẻ xấu với Đề Bà Đạt Đa và những người như vậy. Do đó, một người có thể sanh làm thú và ngược lại tùy thuộc vào nghiệp. Một câu chuyện về người là thánh nhập lưu (sơ quả A La Hán hay srota-aapanna) sanh vào một gia đình đồ tể. Người đó ở ngưỡng cửa tuổi trưởng thành. Mặc dầu người ta mong đợi anh sẽ tiếp tục theo nghề nghiệp của gia đình, nhưng anh không thể giết thú vật.
Cha mẹ anh đưa anh một con dao và một con cừu, nhốt anh vào trong một căn phòng và nói với anh: "Nếu con không giết con cừu, chúng ta sẽ không cho con ra ngoài để thấy mặt trời, mặt trăng hay cho con thức ăn, nước uống để được sống." Anh tự nghĩ: "Nếu tôi giết con cừu này, thì tôi sẽ [bị bắc buộc] theo nghề nghiệp này suốt đời. Làm sao tôi có thể làm tội ác đại ác này [chỉ ] vì cái thân này?" Sau đó anh cầm dao lên và tự sát. Cha mẹ của anh mở cửa để xem, thấy con cừu đang đứng cạnh anh [đang nằm] đã chết. Vào lúc đó, khi tự sát, anh được sanh lên cõi trời. Nếu người nào giống như vậy, thì đây là không màng sanh mạng [của chính mình] để giữ gìn [sự nguyên vẹn] của tịnh giới.

### Tưởng Uẩn
Tưởng uẩn hay hay tưởng thức hay uẩn (Saṃjñā/sañña/saṅkhāra/行) là một trong những Ngũ giới có liên quan đến động vật. Saññā hiện khởi trong Tiracchānabhūmi, có ba loại saññā hiện khởi cho các loài bàng sanh là: Kāmasaññā (Biết hưởng dục), Gocarasaññā (Biết kiếm ăn), Maraṇasaññā (Biết sợ chết) và Dhammasaññā (Biết Pháp). Phần nhiều các loại Bàng sanh khác chỉ có ba loại tưởng. Trong ba loại saññā này, Maraṇasaññā (Biết sợ chết), là hiện khởi nhiều nhất cho loài Bàng sanh, vì sự nguy hại đến sanh mạng có rất nhiều đối với các loài bàng sanh, tức là thú nhỏ thường bị thú lớn bức hại, những con nhỏ tị thì thằn lằn, rắn mối ăn, mèo ăn thằn lằn, cọp ăn mèo.
Đây được xem là mối nguy hại giữa các loài Bàng sanh với nhau, ngoài ra còn có những mối nguy hại đến sanh mạng bằng cách khác nữa, như thiếu thốn, đói khát, vất vã khó khăn về chỗ ở và thường bị nhân loại bức hại do đó tuổi thọ loài bàng sanh rất ngắn ngũi, chỉ vài giờ, vài ngày, vài năm chẳng hạn như các loài chó có tuổi thọ từ 10-35 năm, bò, trâu, ngựa có tuổi thọ từ 20-30 năm cũng có, hoặc bằng loài người, voi có tuổi thọ từ 60-100 năm, không nhất định, tuổi thọ bàng sanh vô hạn định.

## Các loài

### Conbò

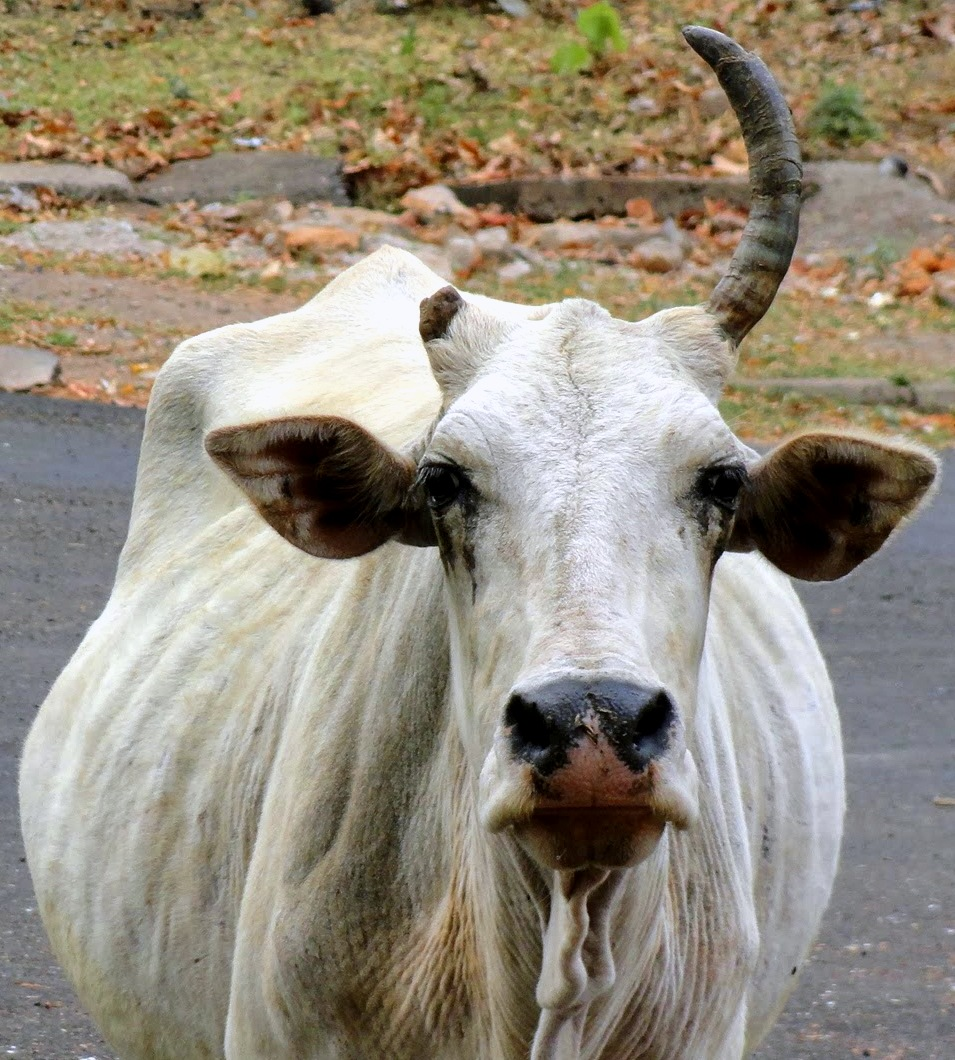
Một con bò trắng Ấn Độ

Trong đạo Phật, bò cũng được đưa vào một số bài kinh để làm ví dụ giảng giải. Như bài kinh thứ 33 trích trong Kinh Trung Bộ từ tiếng Pali. Kinh này Phật dạy người chăn bò phải có đầy đủ 11 đức tính mới có thể chăn giữ được đàn bò của mình tốt đẹp. Mười một đức tính đó bao gồm: Không biết rõ các sắc. Không khéo phân biệt các tướng. Không từ bỏ trứng của con bò chét. Không biết băng bó vết thương cho bò. Không biết xông khói cho bò tránh muỗi, đàn bò sẽ không tốt. Không biết chỗ nước có thể lội qua, Người chăn bò không biết chỗ nước để cho bò lội qua, không biết chỗ nào sông cạn sông sâu.
Không biết chỗ uống nước, người chăn bò không biết rõ chỗ nước uống. Không biết con đường. Không khéo đối với các đàn bò. Nếu không biết chỗ nào có nước tốt, ăn ngon mà cho bò uống nước đục thì bò không lớn nổi. Người chăn bò phải biết khéo léo với các chỗ đàn bò có thể ăn cỏ. Vắt sữa bò đến khô kiệt. Không chú ý săn sóc đặc biệt con bò đầu đàn, con bò lớn tuổi. Đối với người chăn bò phải biết quan tâm, chăm sóc bò cao tuổi, tức là những con bò già, chậm chạp. Người chăn bò có 11 đức tính kể trên thì đàn bò mới được hưng thịnh, giúp cho đàn bò phát triển tốt đẹp, hữu dụng.
Theo giáo lý Phật giáo, con bò có khả năng biến ước mơ thành hiện thực với điều kiện bạn phải tử tế với nó và không được ăn thịt nó. Vì lý do này mà nhiều phật tử Trung Hoa không ăn thịt bò. Tương tự như thế, thần thoại Phật giáo đòi lại cho vị giáo chủ của mình vị trí của con bò đực trong kinh Vệ Đà. Bò đực được phổ biến coi như một con vật của mặt trăng, quan hệ với đêm. Cái sừng tuyệt mỹ của Shiva là vừng trăng lưỡi liềm. Hầu như ở khắp châu Á, bò đực gắn với sự chết. Theo truyền thống Phật giáo Trung Quốc, người ta nghĩ rằng, quy y cho các loài động vật, gieo duyên cho chúng để tái sinh hết kiếp này để ra kiếp sau trở thành người.
Việc gắn đức Phật với con bò cũng được nhắc đến trong một Phật thoại Khmer (Camuchia và miền Tây). Truyện kể giải thích nguồn gốc của năm vị Phật (Ngũ Phật), ba vị Phật quá khứ là Phật Câu Lưu Tôn (Krakucchanta), Phật Câu Na Hàm Mâu Ni (Kanakamuni), Phật Ca Diếp (Kasyapa) và Phật hiện tại Thích Ca Mâu Ni (Sakya Muni) và Phật tương lai là Phật Di Lặc (Maitreya) sẽ ra đời vào kiếp kế tiếp, nói chung, nhóm phật này đều liên quan đến bò. Truyền thuyết Khmer kể rằng: Có vợ chồng quạ đẻ được năm quả trứng. Một hôm, khi vợ chồng quạ đi kiếm mồi thì năm quả trứng bị mưa bão nước cuốn trôi, tứ tán và mỗi quả được một con vật nhặt được đem về ấp nở ra năm đứa trẻ về sau trở thành năm vị Phật. Quả trứng được con bò nhặt được nở ra Phật Thích Ca Mâu Ni.
Tại Việt Nam, một ngôi chùa ở Bình Chánh đã cho một con bò quy y. Trong một lần được người thương lái đưa ra lò mổ, khi đi ngang qua cổng chùa Pháp Hải (huyện Bình Chánh), con bò bỗng dừng lại không chịu đi. Chứng kiến cảnh tượng ấy, nên các sư trong chùa đã mua lại con bò về nuôi vì cho rằng, cái duyên với Phật chưa dứt, vì thế các sư tại chùa Pháp Hải ngay lập tức làm lễ quy y cho chú bò. Tuy nhiên, dư luận cho rằng việc "quy y" cho bò chỉ là điều mê tín. Theo truyền thống Phật giáo Trung Quốc, người ta nghĩ rằng, quy y cho các loài động vật, gieo duyên cho chúng để tái sinh hết kiếp này để ra kiếp sau trở thành người.
Tuy nhiên ngay trong Phật giáo cho rằng con bò ý thức hoạt động rất là kém cho nên người Việt Nam thường dùng hình ảnh con bò để chỉ những người "có đầu mà không có óc", không phát triển ý thức, không phát triển trí tuệ. Bản thân loài bò thì nó dừng bất kỳ nơi đâu mà nó thích. Đây là trường hợp ngẫu nhiên, con bò dừng lại ngay vị trí của ngôi chùa làm cho người ta liên tưởng đến có lẽ do nhân duyên kiếp trước con bò là người hay là Phật tử. Nay đến chỗ này, con bò không chịu đi nữa, nó muốn dừng lại và các thầy ở đây làm lễ quy y và nên xem đây là chuyện bình thường.

### Conngựa
Trong Phật giáo, ngựa là biểu tượng của sức mạnh và sự nỗ lực trong việc thực hành pháp. Nó cũng tượng trưng cho khí (prana) mà nó chạy xuyên khắp cơ thể và là phương tiện di chuyển của tâm. Cái được gọi là "ngựa gió" (Phong mã) là biểu tượng của tâm. Tâm có phương tiện đi lại của nó là gió, và nó có thể được cưỡi đi. Điều đó muốn nói rằng chúng ta có khả năng kiểm soát tâm và gió và hướng dẫn chúng theo bất kỳ chiều hướng nào và ở bất kỳ tốc độ nào mà chúng ta muốn. Trong Phật giáo có con ngựa Kiền Trắc, con ngựa của thái tử Siddhartha Gautama. Khi thái tử rời hoàng cung xuất gia làm ẩn sĩ, con ngựa của ông ta nhận thấy rằng nó sẽ không bao giờ còn gặp lại chủ nhân của mình nữa nên đã vỡ tim mà chết. Nó sau đó đã sanh về một trong các cõi trời.
Tiếng hí của một con ngựa cũng là biểu tượng sức mạnh của Đức Phật để đánh thức tâm ngái ngủ trong việc thực hành pháp. Có một vài câu chuyện về Bồ-tát Lokesvara hóa thành hình thù một con ngựa để cứu giúp chúng sanh. Trong nghệ thuật tranh tượng Phật giáo, ngựa nâng đỡ tòa ngồi của Bảo Sinh Phật (Ratnasambhava). Ngựa cũng là phương tiện của nhiều vị thần khác và những vị hộ pháp, chẳng hạn như Mahali; và có những vị thần mặt ngựa chẳng hạn như Hayagriva.

### Convoi

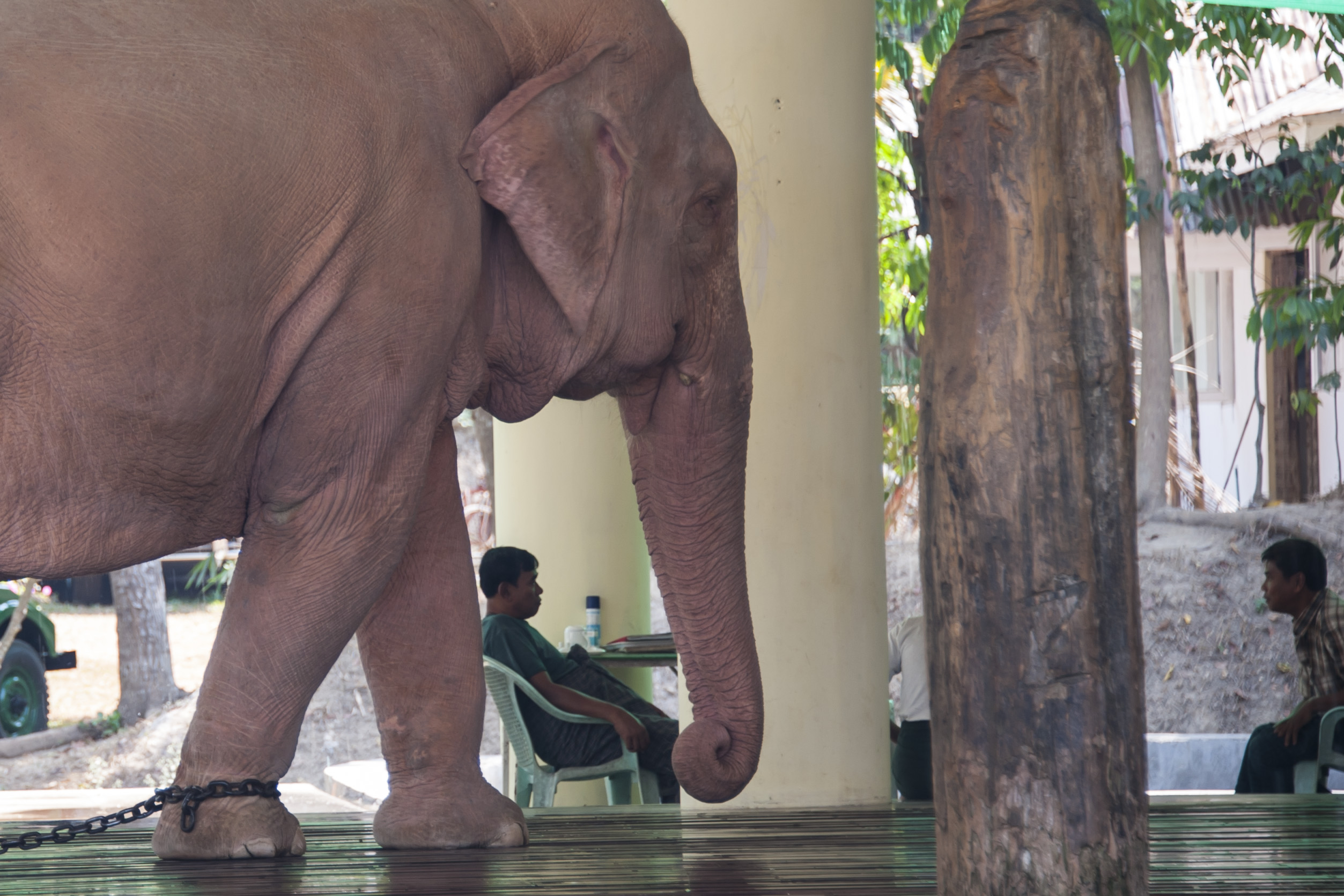
Một con voi trắng ở Miến Điện

Trong Phật giáo, voi là một biểu tượng của sức mạnh tâm thức. Vào khởi đầu của việc tu tập, tâm thức chưa được kiểm soát được tượng trưng bằng một con voi xám có thể chạy hoang bất cứ lúc nào và phá huỷ mọi thứ trên đường. Sau khi thực hành pháp và tu tập, tâm bây giờ đã được kiểm soát, lại được tượng trưng bằng một con voi trắng mạnh mẽ và hùng dũng, có thể đi đến bất cứ nơi đâu nó muốn và huỷ diệt tất cả những chướng ngại ở trên đường.
Voi trắng sáu ngà còn là vật cưỡi của Phổ Hiền bồ tát (Samantabhadra) tượng trưng cho trí tuệ chiến thắng sáu giác quan. Vì voi là con vật khôn nhất trong các loài thú nên theo truyền thuyết, Phật Thích Ca khi nhập vào trong bụng mẫu hậu Sirimahamaya qua hình dáng một con bạch tượng, ám chỉ ngài là một bậc hiền giả giáng sinh.. Trong Phật giáo nguyên thủy cho biết có mười loại voi.
- Voi Kāḷavaka (Hắc Tượng hay voi đen), voi này có sức mạnh bằng 10 người.
- Voi Gaṅgeyya hay voi Gaṅgā có sức mạnh bằng 10 voi Kāḷavaka
- Voi Daṇḍara hay voi Paṇḍara(Bạch tượng hay voi trắng) có sức mạnh bằng 10 voi Gaṅgeyya
- Voi Tamba (Voi màu đỏ sậm hay xích tượng) có sức mạnh bằng 10 voi Paṇḍara
- Voi Piṅgala (Voi màu nâu) có sức mạnh bằng 10 voi Tamba.
- Voi Gandha (Hương tượng) có sức mạnh bằng 10 voi Piṅgala
- Voi Maṅgala (Tượng Maṅgala) có sức mạnh bằng 10 voi Gandha
- Voi Meha hay voi Hema (Voi xám) có sức mạnh bằng 10 voi Maṅgala
- Voi Uposatha có sức mạnh bằng 10 voi Meha
- Voi Chaddanta là loài voi sanh tại hồ Chaddanta có sức mạnh bằng 10 voi Uposatha

Thích Ca Mâu Ni trong những tiền kiếp của mình đã sinh làm voi, vào kiếp sau cùng của mình, từ cõi trời Đâu Suất, đã nhập vào thai tạng của mẹ mình trong hình thức một con voi trắng. Trong nghi lễ cúng mandala (Mạn Đà La), người ta dâng lên Đức Phật con voi quý, với sức mạnh của một ngàn con voi và nó có thể đi vòng quanh vũ trụ ba lần một ngày. Ngà của voi cũng là một trong bảy biểu tượng của vua chúa. Voi là phương tiện đi lại của A Súc Bệ Phật (Aksobhya) và nữ thần Balabadra. Voi cũng xuất hiện như một kẻ canh gác các ngôi đền và cả bảo vệ Đức Phật.

### Connai

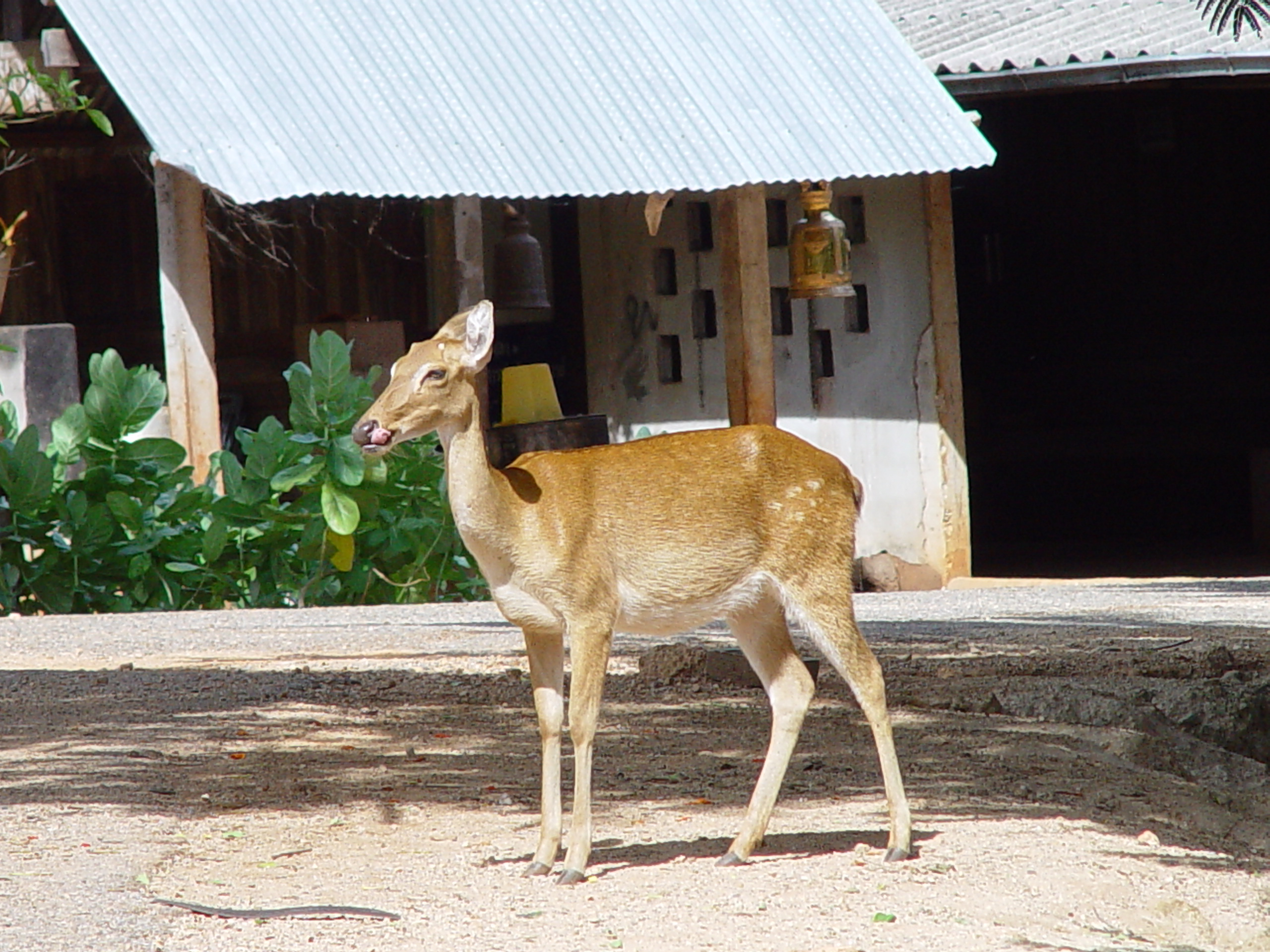
Một con nai tại Đền Hổ

Jātaka Ruru viết: Con trai của một thương nhân giàu có, người sống một đời sống phóng đãng đã cố tự sát bằng việc gieo mình vào sông Hằng. Một con nai có tên là Ruru đã cứu người thanh niên bằng việc gây nguy hiểm cho tính mạng của nó. Sau đó, người thanh niên phản bội con nai bằng việc đưa thông tin về chỗ ở của con nai. Nhưng từ việc ấy, con nai bị bắt, nhà vua đến và biết về mối liên hệ giữa hai vị. Nhà vua để cho con nai đi nhưng muốn giết người thanh niên. Con nai, tuy nhiên, cầu xin nhà vua để cho người thanh niên đi. Trong kiến trúc Phật giáo, hình tượng con nai cũng thường xuyên được khắc họa thông qua các bức tượng hoặc các bức phù điêu

### Conthỏ
Chuyện tiền thân Sata, kể về con thỏ sống trong rừng với một con khỉ, một con chó rừng và một con rái cá. Câu chuyện liên quan đến sự quyết định của chúng để tiến hành những thánh nhật và giới luật bằng việc bố thí. Quan sát ngày trăng tròn, chúng quyết định xem ngày kế tiếp như một ngày trai giới và bố thí cho bất kỳ kẻ ăn xin nào. Trong khi con khỉ, chó rừng và rái cá thu gom thức ăn để cho những ai cần nó, con thỏ không thể thu gom thức ăn nên đã dâng thịt của chính mình. Thỏ đã được tưởng thưởng là hình ảnh của nó được in lên mặt trăng. Con thú anh hùng ở đây được xem như là một vị Bồ-tát ở trong một tiền kiếp.

### Con khỉ
Trong Phật giáo, khỉ là một trong số những con vật tượng trưng cho nhân tính của con người. Các bậc đại giác ví "tâm như khỉ vượn" rất khó chế ngự "giống như một con khỉ bay nhảy trong rừng sâu, khi thì chụp cành này rồi buông bỏ lại chụp cành khác, rồi chạy chụp cành khác nữa" (Anguttara Nikàya). Trong Tam bộ nhất bái, Hư Vân thiền sư cũng từng "tâm nhiều tham cầu như khỉ vượn nhảy nhót hái trái cây" nên với đạo Phật thì việc "xuất gia là để trị cái tâm lăng xăng như khỉ". Khỉ và vượn được ví với cái tâm xấu xa, không thể tĩnh tại của con người qua hình ảnh "lục song nhất viên" (sáu cửa sổ một con vượn), biểu thị cho nẻo hành hoạt của tâm.
Trong Bàn về tọa thiền: "Nếu khi ngồi thiền chẳng tắt mọi niệm, thì tâm vượn nổi dậy, ý ngựa lông bông". Nêu dẫn tâm vượn nối kết với một công án: "Pháp thân tịch diệt sắc thân còn/Đêm vắng canh khuya nhập mộng hồn/Dù chửa rong chơi Thiền Tổ vực/Cũng từng lui tới/Pháp vương môn/Biếng theo Hiền thánh vô sanh lộ/Cam chịu trời người hữu lậu hôn/Phỏng gặp tác gia bàn mối diệu/Thiên tân đâu chốn dậy hồ tôn" Hai câu cuối: "Nhược ngộ tác gia đàm diệu chỉ/Thiên tân hà xứ khởi hồ tôn?" thì Hồ Tôn là tên một giống khỉ nhỏ, ám chỉ cái tâm vọng động của chúng sinh tương đương với tâm viên (tâm vượn). Đây là công án của Thiền tông Trung Quốc.
Truyện cổ Phật giáo có câu chuyện con khỉ hàng xóm với con quạ, và quạ thì sinh được một con, có con rắn thường lân la. Một hôm, không có quạ mẹ ở nhà thì con rắn nuốt chửng quạ con rồi lánh xa. Quạ mẹ kiếm mồi trở về biết rắn đã ăn thịt con mình thì đau khổ kêu than muốn trả thù nhưng không phải đối thủ của rắn. Khỉ biết chuyện quát: "Con rắn độc tâm địa tàn ác, táng tận lương tâm, chuyên gây nghiệp sát sinh, lười biếng không biết kiếm sống theo chính nghiệp, thấy ai yếu hơn mình thì nhe răng uy hiếp, giết hại, thật đáng giận cho cảnh ỷ mạnh hiếp yếu này!". Khỉ đi tìm rắn và giết rắn trả thù giúp quạ mẹ. Phật nói rằng con khỉ này chính nghĩa vì trừ khử con rắn độc, không cho phép tiếp tục giết hại những sinh mệnh bé nhỏ yếu ớt khác và tự mình chịu lấy nghiệp sát và bị đọa lạc mà sinh mệnh của chúng sinh được bảo toàn thì vẫn là chuyện nên làm.

### Sư tử

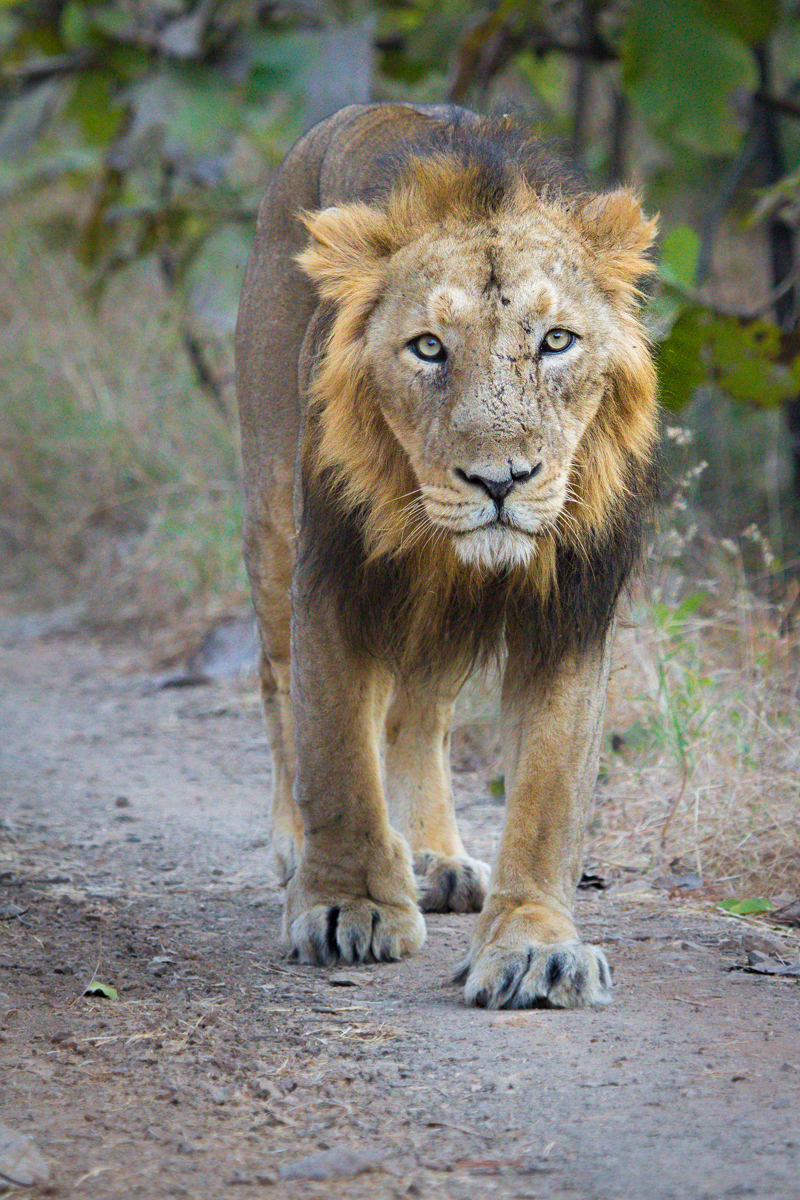
Một con sư tử châu Á

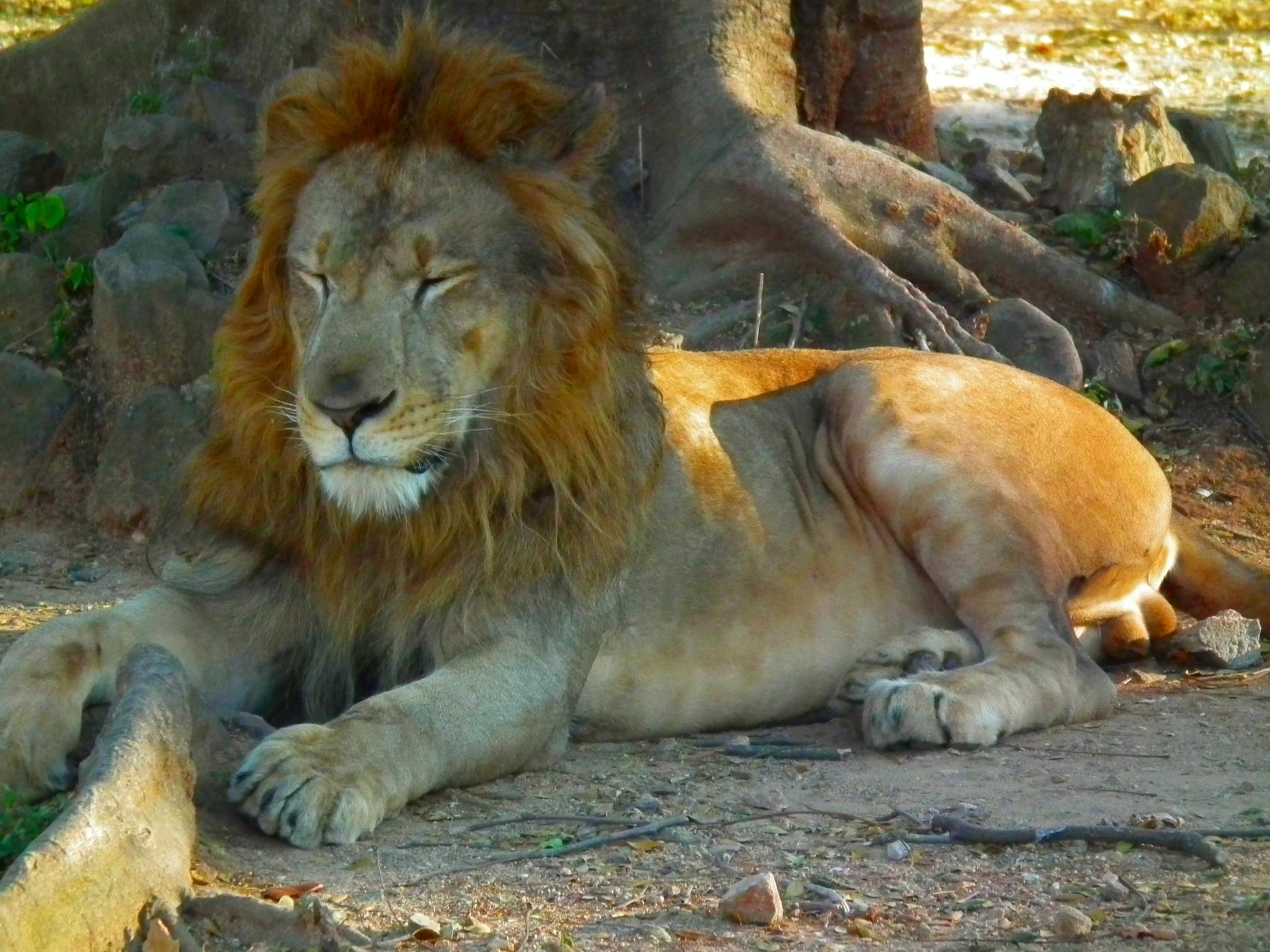

Trong Ấn Độ giáo, Sư tử là vua của loài thú, chúng kiêu hãnh và oai vệ. Do những đặc tính này, ở mọi thời và mọi xứ, sư tử được xem như là biểu tượng của sự quý phái và bảo vệ, cũng như biểu tượng của trí tuệ và kiêu hãnh. Sự miêu tả bằng tranh về sư tử có nguồn gốc ở Ba Tư (Persia). Trong Phật giáo, sư tử (Simha) biểu tượng cho sức mạnh, oai linh nhưng tuân phục, trợ giúp cho Phật pháp, nó là một linh vật biểu trưng cho sức mạnh Phật giáo. Nó tượng trưng cho sức mạnh của giáo lý chánh pháp, nên trong kinh phật có rất nhiều câu chuyện về sư tử chúa.
Sư tử cũng là biểu tượng của chư Bồ-tát, "những người con trai của Đức Phật". Một người hùng dũng đôi khi được ví giống như sư tử, giống như một con sư tử là đứng đầu tất cả muông thú. Đây cũng là một diễn tả khác dành cho Đức Phật. Trong Phật giáo, Phật Thích Ca Mâu Ni được tôn là Pháp vương, giống như sư tử là vua của loài thú lời thuyết pháp của Phật được gọi là Sư tử hống (Simhanada/Siôhanàda/師子吼) tức là tiếng rống của sư tử, biểu thị uy lực và diệu dụng của Phật pháp thu nhiếp được tất thảy chúng sinh, cũng như khi sư tử cất tiếng kêu rống thì những con sư tử nhỏ cũng tăng thêm uy lực, khiến trăm thú sợ hãi, nép phục.
Cũng có dữ liệu cho rằng Phật là sư tử của dòng họ Sakya, và kinh, luận Phật giáo thường lấy sư tử dụ cho đức vô úy và sự vĩ đại của Đức Phật, tòa ngồi của Đức Phật gọi là Tòa sư tử (Simha-sana) ngoài ra còn có hình ảnh tượng Bồ-tát Văn Thù cưỡi sư tử thuộc quy phạm đồ tượng học truyền thống Phật giáo hay xa xưa hơn là biểu tượng Nara-simha (người sư tử), kẻ có sức mạnh và lòng dũng cảm diệt trừ cái ác và sự ngu muội và vô minh. Sách Gita cho hay Krishna là sư tử giữa các loài thú, Đức Phật là sư tử của dòng tộc Sakya, huy hiệu của Aśoka mang hình ba con sư tử tựa lưng trên một cái bệ hình bánh xe, với tiêu ngữ: Chân lý sẽ thắng.
Do lòng sùng đạo của Aśoka, ba con sư tử có thể biểu trưng cho Tripitaka (Tạm tạng chân kinh của Phật giáo) và cũng có thể biểu trưng cho Tam bảo Phật-Pháp-Tăng. Những điển tích đó giải thích việc khắc chạm một cặp sư tử trên tọa cụ của Phật Thích Ca xuất hiện ngay thời Vô tượng kỳ khoảng 500 năm sau khi Phật Thích Ca nhập Niết-bàn. Đây là nguồn cội của việc thể hiện vô số sư tử, cả điêu khắc lẫn hội họa trong mỹ thuật các quốc gia Viễn Đông. Sư tử thường được coi là vật bảo hộ cho đền chùa hay các ảnh tượng (có khắc vẽ sư tử trên đó). Với các nội dung biểu trưng nêu trên, sư tử từ Ấn Độ đã thâm nhập vào văn hóa của các cộng đồng, quốc gia Đông Nam Á.
Một cách tổng quát, ở khu vực này, khá giống với Ấn Độ, đều tồn tại đồng thời hai loại sư tử một là, sư tử tự nhiên (simha) với sức mạnh thù thắng của chính nó, và hai là, loại sư tử thiêng, kết hợp sư tử với một số bộ phận của các con vật khác để tạo thành những loại linh vật giống sư tử có tính chất siêu nhiên. Trong nghệ thuật tranh tượng Phật giáo, những con sư tử trong vai trò là những kẻ bảo hộ Pháp đang nâng tòa ngồi của chư Phật và chư Bồ-tát. Chúng cũng được nhìn thấy ở nơi lối vào của các chùa chiền.
Ở những khu vực miền Bắc Nepal, do ảnh hưởng nghệ thuật và Phật giáo Tây Tạng, những con sư tử đã trở thành những "sư tử tuyết". Trên thực tế, không có con sư tử nào sống ở những núi tuyết, mà chỉ có những con báo. Sư tử tuyết được mô tả bằng màu trắng hay xanh dương với cái bờm màu cam hay màu ngọc lam đang đi nổi trên gió và rất hung dữ, với đôi mắt mở to và miệng hả rộng. Chúng tự do đi lại trên những ngọn núi tuyết cao mà không có bất kỳ nỗi sợ hãi nào, biểu trưng cho những hành giả thực hành pháp.
Theo Phật giáo nguyên thủy thì tuổi thọ Sư tử không nhất định, đôi khi là 200-300 tuổi. Trong các loại bàng sanh, sư tử là chúa của loại Bàng sanh. Có bốn loại Sư tử chúa, Trong Aṅguttara aṭṭhakathā có ghi chép: Sīhoti cattāro sīhā tiṇasīho kāḷasiho paṇḍusīho và Kesarasīho là: Tiṇasīha thì có thân hình màu đỏ giống như chân chim bồ câu và to bằng con bò tơ, loại này ăn cỏ; Paṇḍusīha lại có thân hình màu lá cây chín vàng, to bằng con bò tơ, loại này ăn thịt; Kāḷasīha thì ó thân hình màu đen, lớn bằng con bò tơ, loại này cũng ăn cỏ. Ba loại sư tử này ở trong rừng Hy Mã hoặc rừng rậm.
Loài sư tử chúa Kesarasīha (có môi, đuôi và chân màu đỏ, từ đầu đến lưng có ba sọc đỏ và xung quanh bān tọa 3 vòng, ở cổ có lông phủ xuống ở vai có màu giống như vải Kambala. Phần còn lại ở trên thân đều có màu trắng, loại này ăn thịt). Trú xứ của sư tử Kesara có 5 chỗ là: Hang vàng, hang bạc, hang ngọc mã não, hang ngọc Māṇī, hang kim cương. Sư tử Kesara này chỉ ở trong rừng Hy Mã, có thân hình to như con trâu. Ngày nay, hình tượng con Sư tử được thể hiện rất nhiều tại các Chùa chiền Phật giáo. Tượng sư tử bằng đá được đúc khắc, tạo tác như hộ môn thú, canh giữ những nơi linh thiêng, tượng sư tử còn thể hiện là vật kỵ tọa của Văn thù Sơ lợi bồ tát, được đúc tạc là cảnh Bồ tát cưỡi trên con sư tử, hình dáng con sư tử trong các ngôi chùa có thể là sư tử theo phong cách Trung Quốc hoặc Sư tử theo phong cách Tây phương.

### Conhổ
Trong Phật giáo Ấn Độ, hổ cùng với khỉ và hươu cũng là một trong ba linh vật biểu tượng cho sự tu tập khỏi tạp nhiệm. Cũng trong Phật giáo, con hổ biểu tượng cho sức mạnh của niềm tin, sự chiến thắng mọi trở ngại trên con đường tu chứng do đó hình ảnh thường thấy là hình tượng Bồ Tát Văn Thù cưỡi trên lưng hổ và đó là sự tượng trưng cho sự diệt trừ được tham, sân, si và ác nghiệp, tu thành quả Phật. Trong câu chuyện Phật giáo có nói về Khi làm một vị thái tử đã hy sinh mạng sống của mình để một con cọp mẹ và bầy cọp con sắp chết đói có thể sống. Phật là tấm gương về việc xả thân cứu độ loài vật, Phật đã hy sinh thân mạng của mình để cứu sống một con cọp cái và hai con cọp con đang đói, bị mắc kẹt trong tuyết.
Trên cờ Lungta (rlung-rta) ở Tây Tạng thường có sự hiện diện của bốn linh vật được gọi là Tứ linh có vai trò bảo hộ nguồn năng lượng gia trì của chư Phật và Bồ tát từ bốn phương, trong đó, Hổ vàng tượng trưng cho niềm kiêu hãnh vô điều kiện, sự tỉnh thức và lòng khiêm hạ. Hổ vàng an trụ trong tư thế thư giãn tự nhiên của sự hài lòng và viên mãn mọi tâm nguyện. Thế đứng của hổ vàng là có nét đẹp trong các loài động vật, hổ là loài có bộ lông đẹp trong số các động vật, móng và vuốt của nó nêu biểu sức mạnh và nghệ thuật. Hổ tượng trưng cho vị thần hộ trì chống trộm cắp và hỏa hoạn. Sự hiện diện của hổ vàng ở phương tây nêu biểu cho thành công, Hổ vàng bảo hộ chúng sinh trong khu vực lân cận khỏi những ảnh hưởng của năng lượng tiêu cực từ phương tây.

### Linh cẩu
Theo nhìn nhận của Phật giáo thì linh cẩu tượng trưng cho bản tính tham lam, xấu xa, thích cướp bóc và thuộc hạng người bất chấp làm càn, có thể xem là hạng người gọi là "vô sở bất chí", nghĩa là không có chuyện gì mà không làm được ngoài ra, linh cẩu còn là một trong 10 loài thú mà các tín đồ Phật giáo không được phép ăn vì người ta tin rằng ai ăn thịt những loài thú rừng nguy hiểm này sẽ toát ra một mùi đặc biệt có thể khiến cho các con vật đồng loại tấn công người đó để trả thù.

### Concông
Trong ý nghĩa chung, công là biểu tượng của sự cởi mở và chấp nhận. Trong Ấn giáo, những hoa văn của lông công tượng trưng cho những con mắt, hay tượng trưng các ngôi sao. Trong Phật giáo, công hay công lam Ấn Độ tượng trưng cho trí tuệ. Công được cho có khả năng ăn những cây có độc dược mà không hề bị ảnh hưởng gì. Bởi điều đó, chúng được ví với những vị Đại Bồ-tát. Một vị Đại Bồ-tát có thể xem những thứ nhiễm ô như là phương cách đưa đến giải thoát và chuyển đổi tâm độc hại tham-sân-si (moha, raga, dvesa) thành tâm giác ngộ hay bồ-đề. Những vị Bồ-tát với tâm dũng mãnh, giống như những con công không bị những cây thuốc hấp dẫn. Bằng việc ăn độc dược, cơ thể của công trở nên đẹp đẽ và mạnh khoẻ. Chúng được tô điểm với năm lông vũ trên đầu, mà nó biểu trưng cho năm con đường của Bồ-tát và ngũ phương Phật.
Tương tự, bất kỳ những ai nhìn thấy một vị Bồ-tát đều nhận được sự hoan hỷ ở trong tâm. Thói quen ăn những cây độc của công không gây hại cho những sinh vật khác. Tương tự, Bồ-tát không đem lại sự tổn hại nhỏ nhất cho bất kỳ chúng sanh nào. Bằng việc ăn những độc dược, lông của công trở nên sáng tươi và thân thể khoẻ mạnh. Tương tự, bằng việc nhận tất cả những khó khăn và rắc rối cho mình, chư Bồ-tát nhanh chóng gột sách những chướng ngại tâm thức và phát triển tâm thức nhanh chóng, đạt được trí tuệ càng lúc càng cao. Đặc biệt, công tượng trưng cho sự chuyển hóa tham dục thành giải thoát. Do đó chúng là phương tiện đi lại của Phật A Di Đà, người thể hiện chuyển đổi tham muốn và chấp thủ thành trí tuệ.

### Chimưng
Trong Phật giáo, chim ưng liên quan đến bố thí ba-la-mật (dana paramita), giống như những tia nắng mặt trời ban tặng sự sống cho trái đất. Chim ưng (Garuda) là vua của loài chim. Tên của nó xuất phát từ gốc "gri", có nghĩa là nuốt: chim ưng nuốt lấy những con rắn. Nó được trình bày với một thân hình phía trên là hình người, mắt và mỏ to, mào ngắn màu xanh, lông vàng trên đầu, trên chân và trên cánh. Tuy nhiên, đôi khi, chính yếu trong nghệ thuật tranh họa Hindu, nó được trình bày bằng hình dáng người với đôi cánh. Chim ưng cũng tượng trưng cho sự phóng khoáng. Nó tượng trưng cho sự tư do tự tại của tâm, có thể mở rộng ra và không bị trói buộc bởi những xung đột cảm xúc.
Tâm thức sáng suốt thì có thể đến mọi nơi, giống như những tia nắng mặt trời, và tạo nên sự sinh trưởng của đời sống và trí tuệ. Trong Phật giáo, nó là vật cưỡi của Bất Không Thành Tựu Như Lai (Amoghasiddhi), Đức Phật biểu trưng cho trí tuệ viên mãn. Chim ưng cũng là một vị thần của người chữa trị rắn cắn, chứng động kinh và những bệnh do rắn gây ra. Ngọc lục bảo, cũng được gọi là đá chim ưng, được xem như một vật chống lại độc dược và những hình ảnh chim ưng ở trên đồ nữ trang như là một vật bảo vệ chống lại rắn.

### Loài cá
Trong Phạn văn có nhắc đến loài cá tên là Nandiyavaṭṭa sanh trong Đại dương, nằm giữa đảo Lankā và Suvaṇṇabhūmi (hiện là tỉnh SaThôn, nằm phía dưới nước Miến Điện), loài cá Nandiyavaṭṭa đã nổi lên, hiện bày cho thấy thành từng đàn và nối tiếp nhau dāy đặc từ bờ Laṅkā cho đến bờ Suvaṇṇabhūmi. Khi các thương nhân dùng ghe tàu đi từ bờ Laṅkā đến Suvaṇṇabhūmi ấy, đã dùng cá ấy làm vật thực trọn bảy ngày, mỗi ngày đi được 100 do tuần. Nói chung, cá thuộc các loài thủy tộc và cũng tượng trưng cho sự lành tính.

### Con rắn

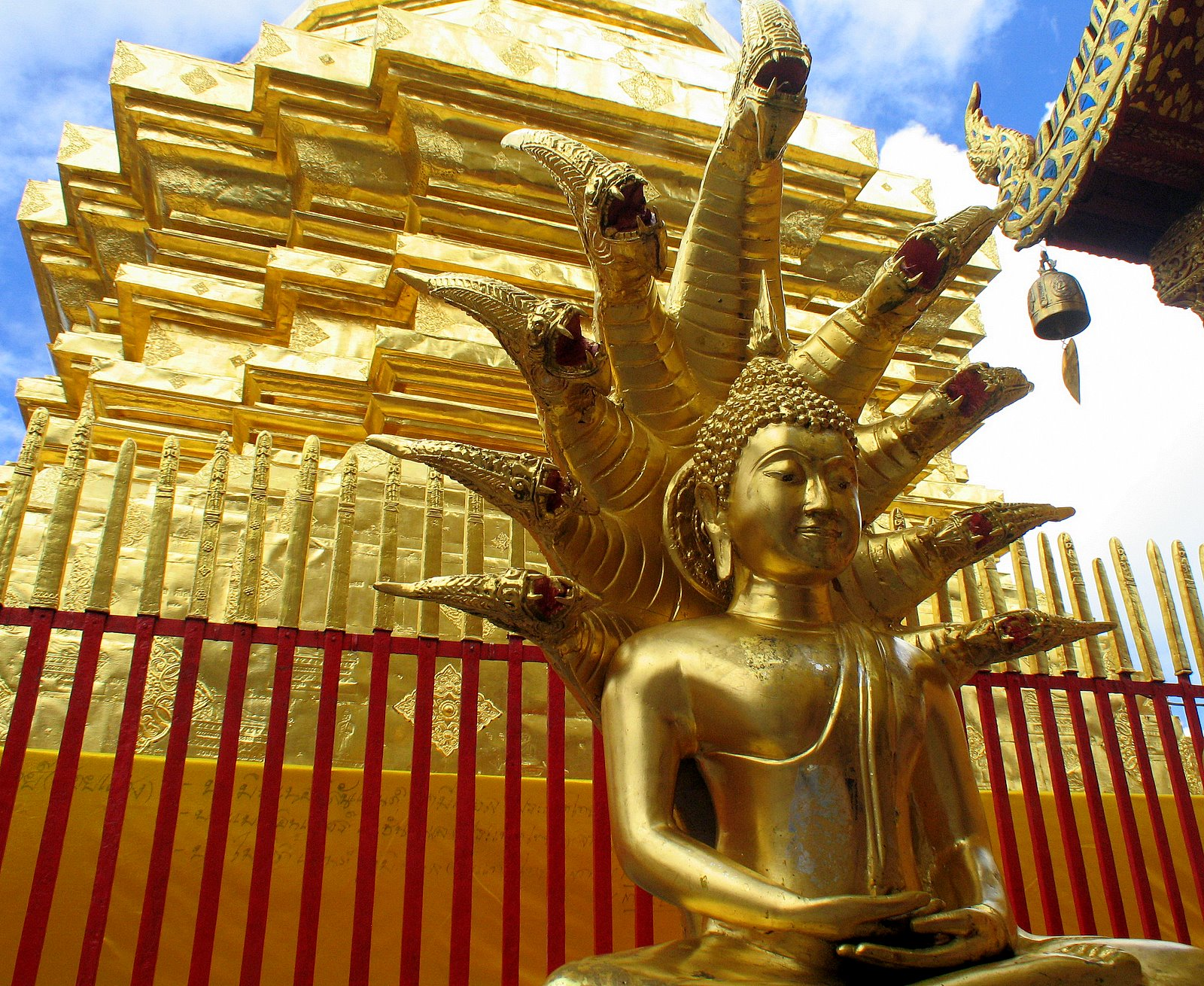
Rắn thần chín đầu che cho Đức Phật

Rắn cũng là hình tượng thiêng trong Phật giáo mà biểu tượng quan trọng nhất chính là rắn thần Nāga (नाग), là một sinh vật truyền thuyết dạng rắn hổ mang phổ biến trong Phật thoại và trong nghệ thuật tạo hình Phật giáo ở hầu hết các quốc gia châu Á. Trong ngữ cảnh văn hóa Hán, Naga được phiên âm là Na Già, được đồng nhất với rồng/long (龍) và nó lại tích hợp với những tín niệm bản xứ để trở thành những linh vật/linh thần hàm chứa nhiều đặc điểm và tính chất phồn tạp.
Trong sự tích kể về cuộc đời của đức Phật Thích Ca Mâu Ni cũng có liên quan đến hình tượng rắn Nagar. Lúc hoàng hậu Maya hạ sinh ngài tại vườn Lâm Tì Ni, Thái tử Tất Đạt Đa được một vua rắn Nagar chín đầu phun nước tắm, điển tích này được người Trung Hoa mô tả bằng đề tài điêu khắc là hình tượng chín con rồng bao quanh Đức Phật sơ sinh, mà người ta quen gọi là "Tượng Cửu Long". Hình tượng rắn Naga trong Phật giáo là sự kế thừa, tiếp thu của Bà La môn giáo
Theo phật giáo Khmer, rắn thần Naga là loài vật linh thiêng và gắn liền với phật giáo Khmer. Sự tích về cuộc đời đức phật cũng có rất nhiều chi tiết liên quan đến loài vật này. Khi thái tử Tất Đạt Đa thành đạo ngồi thiền gần bờ sông Much Cha Linh, khi ấy trời nổi cơn giông gió, mưa to nước dâng cao, một chúa rắn Naga bảy đầu xuất hiện đến gần đức thế tôn và cuộn thân mình lại làm vách ngăn nước và lấy đầu mình làm mái che mưa cho đức phật.
Một câu chuyện khác lại kể rằng, rắn Nagar chính là vị thần Hộ pháp canh giữ viên ngọc của mọi điều ước và câu chuyện kể về sự tích Bảy ngày tu đầu tiên của Phật. Trong thời gian tu khổ hạnh dưới cội Bồ Đề thì mưa gió nổi lên, nước dâng cao ngập cả chỗ ngồi thiền và có một vị vua rắn Nagar liền bò ra khỏi nơi trú ẩn của mình, lấy thân cuốn lại thành bảy vòng tròn như bảo tọa cho Phật ngồi nhập định khỏi bị ngập nước và vươn cao 7 chiếc đầu phình to ra tạo thành cái tán che cho Phật
Theo phật thoại khác thì có một chúa rắn Naga vì sùng bái phật giáo nên hóa thân thành một vị Sa Di và sinh hoạt tôn giáo như các vị Sa Di khác. Đức phật biết và mời vị chúa rắn Naga lại bảo việc tu hành ngoài loài người ra, không có loại động vật nào tu thành chính quả cả, vì thế nhà ngươi không nên bỏ công phí sức. Naga mới thỉnh cầu nếu sau này có người nào xuất gia xin hãy gắn tên cho họ trước khi làm lễ xuất gia. Đức thế tôn đồng ý và từ đó những người chuẩn bị xuất gia được gọi là Naga.
Trong Phật giáo Naga có hình dáng của một con rắn mang bành lớn, thường xuất hiện với một cái đầu hay nhiều đầu. Trong nghệ thuật Phật giáo, Naga thỉnh thoảng được miêu tả dưới dạng một con rắn ngóc những cái đầu lên cao phủ che Phật và thường thấy ở tranh, tượng mô tả Phật thiền định ngồi trên những cuộn quấn của vua Naga. Đây là một motif phổ biến trong nghệ thuật Phật giáo, đặc biệt xuất sắc là các pho tượng sa thạch của mỹ thuật Campuchia thế kỷ XI-XII.
Trong những ngôi chùa, rắn thần Naga xuất hiện nhiều nơi, từ cổng chùa, đến nóc chùa, đầu đao, trên những cánh cửa tủ đựng kinh sách với ý nghĩa bảo vệ Phật khỏi tà ma ngoại đạo. Rắn Naga là mô típ trang trí quan trọng và phổ biến trong nghệ thuật điêu khắc Phật giáo Khmer phù hợp với những kiến trúc quanh co, uốn lượn của các công trình phật giáo Khmer. Ở miền Bắc Thái Lan, Naga là một quy ước kiến trúc phổ biến. Trong vai trò bảo hộ chánh điện thờ Phật, Naga được thể hiện dưới dạng Naga trượt trên diềm mái chùa.
Trong Phật giáo còn có câu chuyện về rắn, rùa, hạc và quạ với ngụ ý giáo dục. Câu chuyện này dùng để răn dạy người đời về cách ăn ở sao cho không trái đạo lý vì sẽ bị quả báo. Câu chuyện kể về việc có người nông dân nuôi một con rắn, nó lớn lên ngày ăn một nhiều trong khi người nông dân ngày một già yếu, khó nuôi cả rắn và người nên bảo rắn tự mình đi kiếm ăn. Thấy vậy rắn trắng trợn đòi cắn chết người. Người nói: "Cứu vật, vật trả ơn. Mi phải trả ơn ta mới đúng!". Rắn đáp: "Cứu vật, vật trả oán!". Chẳng chịu nhau bèn cùng đi gặp nhân vật thứ ba hỏi cho ra nhẽ.
Cả hai gặp chim hạc. Nghe đầu đuôi câu chuyện hạc nổi giận mắng rắn là loại "vong ân bội nghĩa". Rắn không chịu, cả hai đi tiếp gặp con rùa. Rùa ngu ngơ không cần suy xét phán ngay, nếu thế rắn cắn người chết luôn đi vì người nuôi vật cũng không xong. Người không chịu. Cả hai đi tiếp gặp con quạ. Nghe thủng câu chuyện quạ tức quá không nói không rằng bổ từ trên cây xuống mổ rắn chết tươi cho đáng kiếp kẻ vô nhân tráo trở. Oan hồn rắn đi tìm tận tới Đức Như Lai nhờ phân xử. Nghe xong Đức Phật nói rằng: Thế là hạc có nghĩa, nhân hậu từ nay cho phép được đứng trên cao. Rùa ăn nói hàm hồ, thiển cận cho bò dưới thấp. Rắn vong ân nên bị giết là đúng. Quạ tha xác rắn lên ngọn cây cao để mọi vật nhìn rõ làm gương.